# Albrecht Stammler (Mediziner)
Albrecht Stammler (* 19. Januar 1918 in Hamburg; † 16. März 2009 in Frechen) war ein deutscher Neurologe und Psychiater, ordentlicher Professor an der Medizinischen Fakultät der Universität zu Köln.

## Leben
Stammler besuchte als Sohn eines Chirurgen in Hamburg das Gymnasium und studierte von 1939 bis 1944 Medizin in Würzburg, München und Greifswald, wo er 1944 mit einer Arbeit unter dem Titel Ein Fall von einer cirkumscripten Hypochondrie promoviert wurde. Als Kriegsteilnehmer im Zweiten Weltkrieg setzte seine Laufbahn erst nach Entlassung aus der Kriegsgefangenschaft fort.
An dem neu gegründeten Allgemeinen Krankenhaus Heidberg in Hamburg-Langenhorn absolvierte er ab 1948 seine Weiterbildung zum Neurologen bei Werner Scheid. Es folgte eine Ausbildung in Neuropathologie am Max-Planck-Institut für Hirnforschung in Gießen bei Julius Hallervorden in den Jahren 1950 bis 1951.
Nachdem Werner Scheid auf den Lehrstuhl für Neurologie und Psychiatrie an der Universität zu Köln berufen worden war, folgte ihm  Stammler 1951 dorthin. Zentral war in diesen Jahren der Wiederaufbau der kriegszerstörten Klinik. Im Jahr 1956 wurde Stammler mit einer Arbeit zur Polyarteriitis nodosa für das Fach Neurologie und Psychiatrie habilitiert und im Folgejahr zum Oberarzt ernannt. Als 1968 ein zweiter Lehrstuhl für Nervenheilkunde eingerichtet wurde, berief man Stammler auf diesen. Bis zu seiner Emeritierung 1983 verblieben Neurologie und Psychiatrie noch unter einem Dach, was sich erst nach Stammlers Weggang durch eine Aufteilung in getrennte Kliniken änderte.
Albrecht Stammlers wissenschaftlicher Schwerpunkt lag in der Neuropathologie, was neben Hirnpathologie auch die Muskel- und Nervenpathologie umfasste. Er publizierte zu Neuropathologie, Infektionskrankheiten des Nervensystems, Systemdegenerationen körperlich begründbaren Psychosen. Er war Mitverfasser des Lehrbuchs der Neurologie von Werner Scheid, das zwischen 1966 und 1983 in fünf Auflagen gedruckt wurde.
Von 1971 bis 1972 war Stammler Dekan der medizinischen Fakultät der Universität zu Köln.